# Shimsky (huyện)
Huyện Shimsky (tiếng Nga: ? райо́н) là một huyện hành chính tự quản (raion), của Tỉnh Novgorod, Nga. Huyện có diện tích 1817 kilômét vuông, dân số thời điểm ngày 1 tháng 1 năm 2000 là 12900 người. Trung tâm của huyện đóng ở Shimsk.